# Stephan Bierner

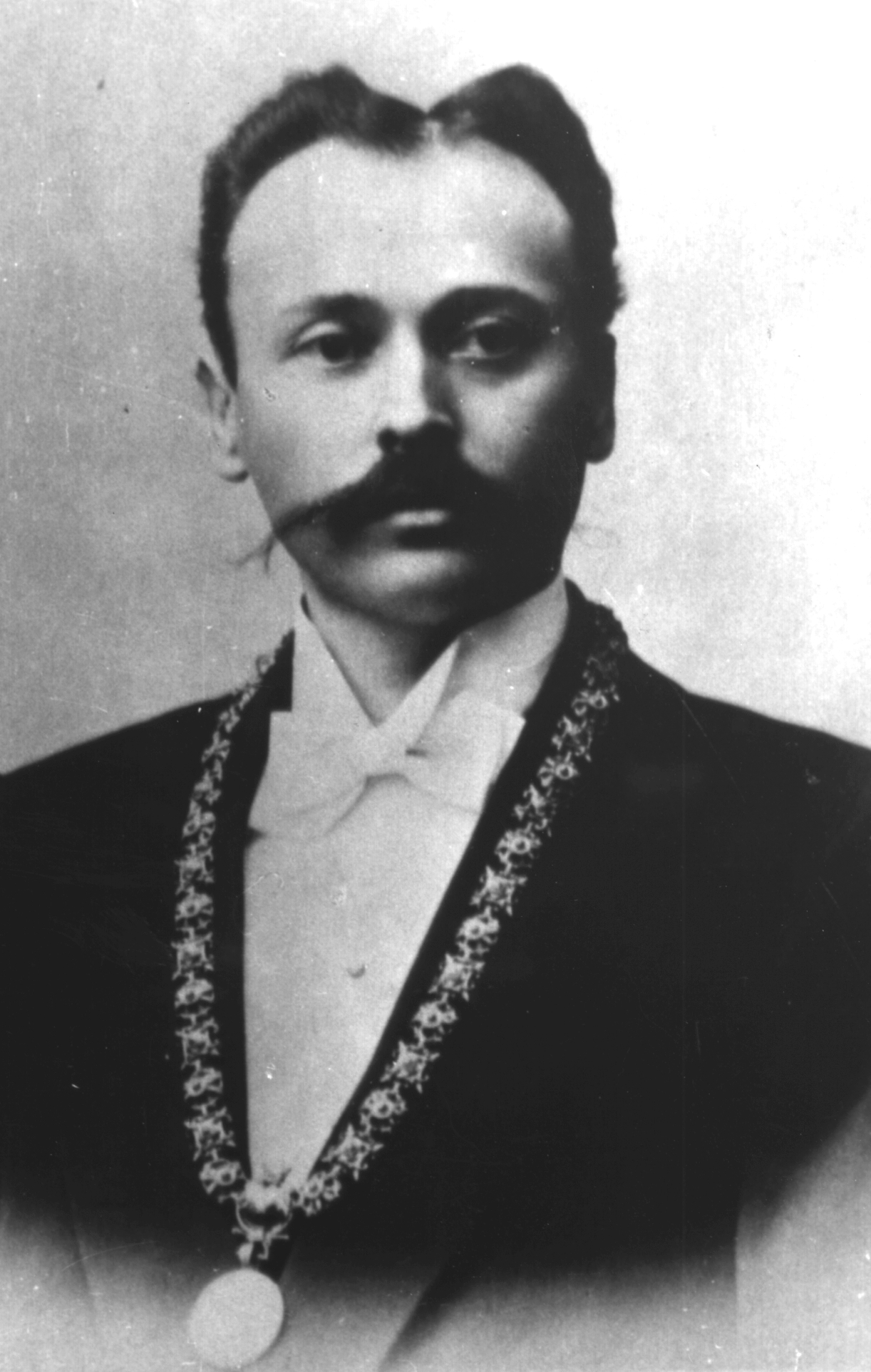
Oberbürgermeister Stephan Bierner (amt. 1899–1933) mit Amtskette am Anfang seiner Amtszeit

Stephan Bierner (* 28. Mai 1867 in Langenthal, Oberpfalz; † 1951 ebenda) war ein deutscher Politiker und von 1899 bis 1933 Bürgermeister (ab 1924 Oberbürgermeister) von Freising. Seine Amtszeit reichte von der „Prinzregentenzeit“ über die erste Demokratie bis zum Beginn der nationalsozialistischen Herrschaft.

## Lange Amtszeit
Bierner studierte zunächst Rechtswissenschaften. Während seines Studiums wurde er 1888 Mitglied der KDStV Aenania München im CV. Nach seinem Studium ließ er sich in Ingolstadt als Rechtsrat nieder. Nach dem Ausscheiden von Martin Mauermayr aus dem Amt des Bürgermeisters von Freising wurde Bierner 1899 vom Magistrat zu dessen Nachfolger gewählt und blieb dies auch nach der Einführung der Ratsverfassung in den bayerischen Kommunen 1919. Aufgrund einer neuen Regelung von 1924 stand den Bürgermeistern der kreisfreien Städte nunmehr der Titel „Oberbürgermeister“ zu; aus dem Bürgermeister wurde so der Oberbürgermeister. Bierner übte das Amt fast 34 Jahre lang aus, bis er im März 1933 von den Nationalsozialisten zum Rücktritt gezwungen und durch den kommissarischen Nachfolger Gottlieb Schwemmer ersetzt wurde. Bürgermeister Bierner bestritt allerdings in einer Rede, dass er zum Rücktritt gezwungen worden sei. Er sei zwar kein Nationalsozialist, aber als Mann der Bayerischen Volkspartei jedoch zweifellos national gesinnt.

## Leistungen
Die Stadt Freising erlebte in seiner Amtszeit einen Aufschwung. Es gelang, die Tuchfabrik Feller in der vormaligen Neustifter Kaserne und die Motorenfabrik Anton Schlüter München an der Münchner Straße anzusiedeln. Die Stadtbevölkerung wuchs stetig, so dass es zum Bau neuer Siedlungen kam: das Villenviertel an der Prinz-Ludwig-Straße, die Siedlung am Lankesberg und die Siedlung Goldberg. Bierner veranlasste den Bau mehrerer öffentlicher Gebäude, darunter das städtische Schwimmbad im Stadtteil Lerchenfeld (1902), den Neubau des Rathauses (1904/05) und die Errichtung des Wasserturms an der Prinz-Ludwig-Straße (1906). Auch der bayerische Staat und die Erzdiözese München und Freising investierten in dieser Zeit kräftig in die Stadt: mit dem Bau der Prinz-Arnulf-Kaserne bzw. dem Erweiterungsbau des Klerikalseminars auf dem Domberg.

## Ehrungen
Bierner wurde nach Ende des Zweiten Weltkriegs rehabilitiert. 1946 verlieh ihm die Stadt Freising die Ehrenbürgerschaft. Im nördlichen Stadtgebiet wurde eine Straße nach ihm benannt. An weiteren Auszeichnungen zu nennen sind die Verleihung des Titels eines Hofrates durch Prinzregent Luitpold sowie die päpstliche Auszeichnung eines „Ritters des Ordens von St. Silvester“.